# オオヒナノウスツボ
オオヒナノウスツボ（大雛の臼壺、学名：Scrophularia kakudensis ）は、ゴマノハグサ科ゴマノハグサ属の多年草。

## 特徴
地下に紡錘形の肥大した根が数個ある。茎は角ばった稜が4つあって四角になり、直立して高さ1mになり、ふつう上部には軟毛が生える。葉は対生してやや厚く、葉柄があり、葉身は長卵形または卵形で、長さ6-10cm、幅3-5cmになる。葉の先端はとがり、縁にはとがった鋸歯が多数ある。
花期は8-9月。茎先によく分枝する円錐花序を作り、多くの花をつける。花柄は太く、長さ7-11mmになり腺毛が生える。萼は鐘形で、萼裂片は5つに深く裂け、裂片は三角状卵形で先はとがる。花冠は暗紅紫色で長さ8-9mmになり、ふくらんだ壺形で、先は唇形になり、上唇は2裂、下唇は3裂し、下唇の中央裂片は反り返る。雄蕊は4個あって花冠下唇側につき、横に広い楕円形の葯の縁が裂けて花粉を出す。仮雄蕊が1個あり、花冠上唇の中央基部につき、扇状に横に広がる。雌蕊は1個で花柱は花外に伸び出す。果実は、長さ6-9mmの卵形の蒴果になり、胞間裂開する。種子は楕円形でごく小さい。

## 雌蕊先熟
雌蕊先熟で、花が開くと花柱が花の外に伸び、受粉して下垂する。この時、自花の葯から花粉は出ていない。その後雄蕊が伸びて葯の縁が裂け、花粉を出す。これによって同一の花からの受粉が避けられる。

## 分布と生育環境
日本では、北海道南部、本州、四国、九州に分布し、低山の日当たりのよい草地や林縁などに生育する。国外では、朝鮮半島に分布する。

## 名前の由来
和名のオオヒナノウスツボは「大雛の臼壺」の意で、小さな壺形の花を臼や壺に見立てたもの。同属に、似た花をつけるヒナノウスツボ（雛の臼壺、学名：Scrophularia duplicatoserrata ）などがある。
また、種小名 kakudensis は、「新潟県角田山の」のことで、新潟県の角田山で採集されたものがタイプ標本となっている。

## 下位分類
- ツシマヒナノウスツボ Scrophularia kakudensis Franch. var. toyamae (Hatus. ex T.Yamaz.) T.Yamaz.[10]

## ギャラリー
- 壺形の花。扇状の仮雄蕊が1個、その下に雄蕊が4個あり、雌蕊が1個下垂する。
- 茎先によく分枝する円錐花序をつける。
- 茎に角ばったは4稜がある。
- 葉に多くのとがった鋸歯がある。